# 加賀しずく
加賀しずくは、梨の栽培品種の一つ。生産地は石川県。石川県のブランド農作物のひとつ。

## 概要
石川県農林総合研究センターが1998年（平成10年）から16年かけて開発し、2014年（平成26年）に品種登録された。石川県がひゃくまん穀やルビーロマンとならび戦略作物として地域ブランド化に取り組んでいる。旬は8月下旬 - 9月上旬（最盛期）- 9月中旬
。

## 沿革
- 1998年 - 梨品種｢鞍月｣から種子を採取（後に父親が｢幸水｣と判明）
- 1999年 - 播種
- 2005年 - 初結実
- 2008年 - 食味のよい6系統を選抜
- 2013年 - 6系統の中から最も有望な1系統を選抜
- 2014年2月 -「石川JIJnl号」として品種登録申請[3]
- 2016年 - 名称を｢加賀しずく｣に決定
- 2017年 - 市場デビュー

出典

## 特徴
- 上品な甘さ
- 酸味が少ない
- 滑らかな食感
- ジューシー
- 大きい（通常の梨の約1.5倍の600グラム程度）

出典

## 生産地
- 石川県 - 金沢市（JA金沢市）、加賀市（JA加賀）､白山市（JA松任）
  - 103戸の農家に生産されている[4]。

## 販売促進
- 幾度か県内各所で販売促進のための試食会が行われている[5]。
- 販売促進イベントや選果場ではスタッフは加賀しずくオリジナルエプロンを身に付けているほか、生産者が着るオリジナルTシャツもある。
- 毎年秋には、県内の洋菓子店が「加賀しずく」を使ったスイーツを考案・販売するフェアが行われる。
- JA全農いしかわが製作した、加賀しずくがデザインされている特製の出荷用段ボールで出荷される[4]。

## 初競り最高額
- 2017年：10万円（6個入り5キロ1箱）[6]
- 2018年：7万円（7個入り5キロ1箱）[7]
- 2019年：10万円（6個入り5キロ1箱）[8]
- 2020年：10万円[9]
- 2021年：10万円（6個入り5キロ1箱）[9]
- 2022年：15万円（6個入り）[10]
- 2023年：17万円（6個入り） [11]
- 2024年：18万円（6個入り）[12]

いずれの競りも金沢中央卸売市場にて行われている。